# Südeichsfeld
Südeichsfeld – miejscowość i gmina (niem. Landgemeinde) w Niemczech, w kraju związkowym Turyngia, w powiecie Unstrut-Hainich. Gmina powstała 1 grudnia 2011 z połączenia dwóch gmin samodzielnych:Heyerode i Katharinenberg oraz dwóch gmin należących do wspólnoty administracyjnej Hildebrandshausen/Lengenfeld unterm Stein: Hildebrandshausen i Lengenfeld unterm Stein.
Od daty utworzenia do 31 grudnia 2023 gmina pełniła funkcję "gminy realizującej" (niem. "erfüllende Gemeinde") dla gminy wiejskiej Rodeberg, która do 30 listopada 2011 była gminą należącą do wspólnoty administracyjnej Hildebrandshausen/Lengenfeld unterm Stein. 1 stycznia 2024 do gminy przyłączono gminę Hallungen z powiatu Wartburg, która stała się jej dzielnicą (Ortsteil).

## Współpraca
Miejscowość partnerska:
- Neuenkirchen, Nadrenia Północna-Westfalia (kontakty utrzymuje dzielnica Heyerode)
- Wadersloh, Nadrenia Północna-Westfalia (kontakty utrzymuje dzielnica Faulungen)